# Paramore
Paramore je američki rock sastav, osnovan 2004. godine u Nashvilleu, Tennessee. Sastav trenutno čine pjevačica Hayley Williams, gitarist Taylor York i bubnjar Zac Farro. Williams i Farro prvobitni su članovi sastava, dok se York, koji je bio prijatelj prvobitnih članova, pridružio sastavu 2007. godine. Ipak, Williams je jedina članica sastava koja se pojavljuje na svih pet studijskih albuma sastava.
Sastav je objavio debitantski studijski album All We Know Is Falling, 2005. godine, koji je 2009. godine dospjeo na četvro mjesto na ljestvici UK Rock Chart, a 2006. godine na trideseto mjesto Billboardove ljestvice Heatseekers Chart.
Smatra se da su se proslavili drugim studijskim albumom, Riot!, koji je objavljen 2007. godine. Zbog velikog uspjeha singlova "Misery Business", "Crushcrushcrush", i "That's What You Get", Riot! je postao svjetski uspjeh te je dobio platinum nakladu u SAD-u. Sljedeći album sastava Brand New Eyes, objavljen je 2009. godine, koji se prodao u više od 175,000 kopija u prvom tjednu prodaje. Završio je na drugom mjestu na Billboard 200 ljestvici.
Nakon što su 2010. godine sastav napustili gitarist Josh i bubnjar Zac Farro, sastav je objavio istoimeni četvrti studijski album 2013. godine. Postao je prvi album sastava koji se našao na prvom mjestu Billboard 200 ljestvice, kao i ljestvica u Ujedinjenom Kraljevstvu, Irskoj, Australiji, Novom Zelandu, Brazilu, Argentini i Meksiku. Singlovi s albuma bili su "Still Into You" i "Ain't It Fun", s kojom su osvojili svoj prvi Grammy, u kategoriji za najbolju rock pjesmu. Postava sastava još jednom se promijenila odlaskom basista Jeremyija Davisa 2015. godine i vraćanjem bubnjara Zaca Farroa. 
Peti studijski album After Laughter, objavljen je 2017. godine.

## Članovi sastava
| Sadašnji članovi - Hayley Williams – glavni vokali, glasovir, klavijature(2004.–danas) - Taylor York – ritam gitara, prateći vokali, klavijature (2007.–danas), glavna gitara (2010.–danas), bubnjevi, udaraljke (2010. – 2017.) - Zac Farro – bubnjevi (2004. – 2010., 2017.–danas), klavijature, prateći vokali (2017.–danas) Bivši članovi - Josh Farro – glavna gitara, prateći vokali (2004. – 2010.) - Jeremy Davis – bas-gitara (2004. – 2005., 2005. – 2015.) - Jason Bynum – ritam gitara, prateći vokali (2004. – 2005.) - John Hembree – bas-gitara (2005.) - Hunter Lamb – ritam gitara, prateći vokali (2005. – 2007.) | Sadašnji koncertni članovi - Justin York – ritam gitara, prateći vokali (2010.–danas) - Joey Howard – bas-gitara (2016.–danas) - Logan MacKenzie - ritam gitara, klavijature (2017.–danas) - Joseph Mullen - bubnjevi (2017.-danas) Bivšikoncertni članovi - Josh Freese – bubnjevi (2010. – 2011.) - Jon Howard – ritam gitara, klavijature, glasovir, prateći vokali (2010. – 2016.) - Jason Pierce – bubnjevi (2011. – 2012.) - Hayden Scott – bubnjevi (2012.) - Miles McPherson – bubnjevi (2013.) - Aaron Gillespie – bubnjevi (2013. – 2016.) |

## Diskografija
Studijski albumi
- All We Know is Falling (2005.)
- Riot! (2007.)
- Brand New Eyes (2009.)
- Paramore (2013.)
- After Laughter (2017.)

Albumi uživo
- Live in the UK 2008 (2008.)
- The Final Riot! (2008.)

EP-ovi
- The Summer Tic EP (2006.)
- 2010 Summer Tour (2010.)
- The Only Exception (2010.)
- Singles Club (EP) (2011.)
- The Holiday Sessions (2013.)
- Ain't It Fun Remixes (2014.)

Filmska glazba
- Sound of Superman (2006.)
- Twilight  (2008.)

## Nagrade
| Naziv                         | Nagrada                                   | Nagrada za            | Rezultati  |
| ----------------------------- | ----------------------------------------- | --------------------- | ---------- |
| 50th Grammy Awards            | Grammy Award for Best New Artist          | Paramore              | Nominirani |
| 2008 MTV Video Music Awards   | MTV Video Music Award for Best Rock Video | "Crushcrushcrush"     | Nominirana |
| MTV Video Music Brasil        | International Artist                      | Paramore              | Pobijedili |
| MTV European Music Awards     | Rock Out                                  | Paramore              | 3. mjesto  |
| Los Premios MTV Latinoamérica | Best New Artist — International           | Paramore              | Nominirani |
| Los Premios MTV Latinoamérica | Best Rock Artist — International          | Paramore              | Nominirani |
| Los Premios MTV Latinoamérica | Premio Fashionista 2008                   | Hayley Williams       | Nominirana |
| Woodie Awards                 | Woodie of the Year                        | Paramore              | Pobijedili |
| American Music Awards         | T-Mobile Breakthrough Artist              | Paramore              | Nominirani |
| Fuse.tv                       | Best Video of 2008                        | "That's What You Get" | 2. mjesto  |
| Teen Choice Awards            | Breakout Group                            | Paramore              | Nominirani |
| Teen Choice Awards            | Rock Track                                | Crushcrushcrush       | Pobijedila |
| Teen Choice Awards            | Rock Group                                | Paramore              | Pobijedili |
| NME Awards                    | Sexiest Female                            | Hayley Williams       | Pobijedila |
| MTV Australia Awards 2009     | Best Rock Video                           | Decode                | nepoznato  |
| Myx Music Awards 2009         | Favorite International Video              | Paramore              | Nominirani |

## Vanjske poveznice

### Sestrinski projekti
|  | Zajednički poslužitelj ima još gradiva o temi Paramore |

### Mrežna mjesta
- Službena stranica (engl.)